# Felipe Bardi
Felipe Bardi dos Santos, född 8 oktober 1998, är en brasiliansk friidrottare som tävlar i kortdistanslöpning. Han deltog vid olympiska sommarspelen 2020 och 2024.
Bardi har blivit brasiliansk mästare tre gånger: 100 meter (2022 och 2024) och 4×100 meter (2022).

## Personliga rekord
- 100 meter: 9,96 s, 9 september 2023 i São Bernardo do Campo (brasilianskt rekord)
  - 60 meter (inomhus): 6,58 s, 27 januari 2024 i Cochabamba
- 200 meter: 20,44 s, 15 maj 2021 i Azusa